# Villum Jensen
Henrik Villum Jensen (født 23. juli 1906, død 1992) var en dansk læge og forfatter. Som søn af Johannes V. Jensen skrev han sine erindringer om barndomshjemmet i bogen Min fars hus der udkom på Gyldendal i 1976.
Han havde i 1959 debuteret som børnebogsforfatter med romanen Familien på Carlsø.
Året efter blev det til Lang rejse på havet illustreret af Kaj Nordstrøm og Fire kup.
I 1967 udgav han romanen Den blå cykel, mens Guld til et armbånd blev udgivet i 1990.
Villum Jensens brødre var kredslæge Jens Jensen og professor Emmerik Jensen, mens hans farfar var dyrlægen og forfatteren Hans Jensen og dermed af Jensen-familien fra Farsø.
Villum Jensen fungerede som læge i Vangede med hus på Skolebakken. 
Med virke i 1950'ernes Vangede blev han lystigt erindret som "noget for sig selv" med interesse for specialcykler og som en der kunne finde på at tælle sine blomster i haven.
Hans søn, der blev født i 1962 i Vangede, er motorjournalisten Frans Elsass.
Dan Turèlls prosadigt Og præsten i Vangede udgivet i Karma cowboy fra 1974 indeholder en beskrivelse af en læge i Vangede, en "der lignede et stort sært hidtil ukendt insekt / eller en gal sommerfuglesamler med flaprende natsværmernet og plus-fours / fra et dansk lystspil fra 1930-erne".
Lægen er ikke navngivet, men der tænkes nok på Villum Jensen: "Og han var søn af en kendt mand".
I Jane Aamunds erindringer Den hvide verden er Jensen også nævnt. 
Han var læge i Aamunds barndomshjem og hun erindrede ham med en "gul racercykel", en "bongocykel" og som "ung og avanceret", humoristisk og en der havde orden i sagerne men oprindeligt fravalgt som huslæge da Aamunds far anså Jensen for ikke at tage hans "lægegerning højtidligt nok".
Jensen er citeret i Den Danske Ordbog for udtrykket "et trøstens ord".